# هیرومی ایتو
هیرومی ایتو (انگلیسی: Hiromi Itoh؛ زادهٔ ۳۱ اوت ۱۹۹۷) بازیکن بیسبال است.